# Grauer Schlanklori
Der Graue Schlanklori (Loris lydekkerianus) ist eine Primatenart aus der Familie der Loris (Lorisidae). Er gilt als eine vom Roten Schlanklori eigenständige Art.

## Merkmale
Graue Schlankloris sind sehr kleine Primaten mit einem schlanken Körperbau. Sie erreichen eine Kopfrumpflänge von 18 bis 26 Zentimeter, der Schwanz fehlt. Das Gewicht beträgt 0,1 bis 0,3 Kilogramm. Ihr Fell ist am Rücken je nach Unterart grau oder bräunlich, der Bauch ist hellgrau oder weißlich. Die Gliedmaßen sind sehr dünn, die Hände mit den reduzierten zweiten Fingern sind für einen festen Griff im Geäst angepasst. Die Augen sind groß und rundlich, sie sind von graubraunen Feldern umgeben. Die Ohren sind rund und am Rand unbehaart.

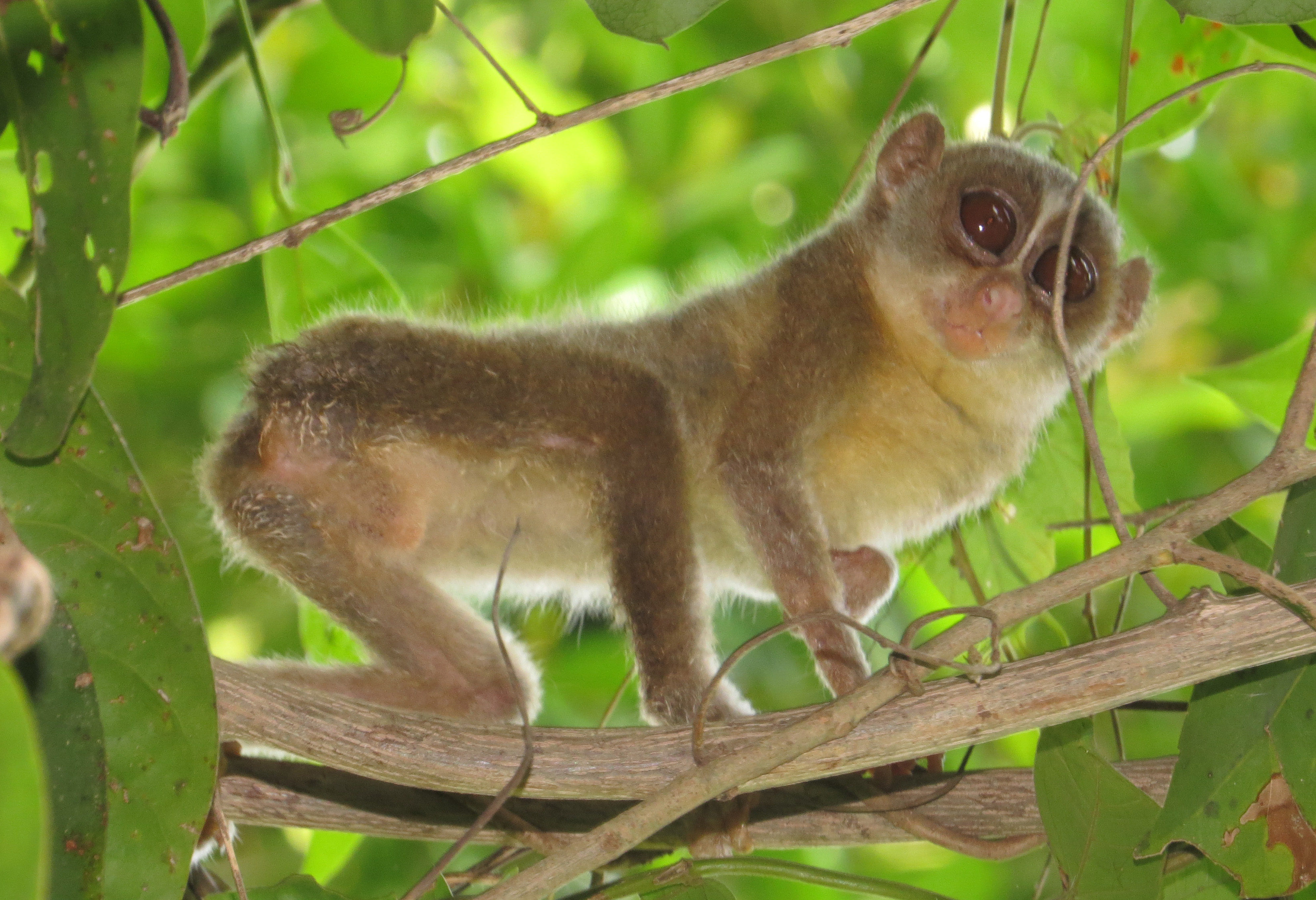
Malabar-Schlanklori (L. lydekkerianus malabaricus)

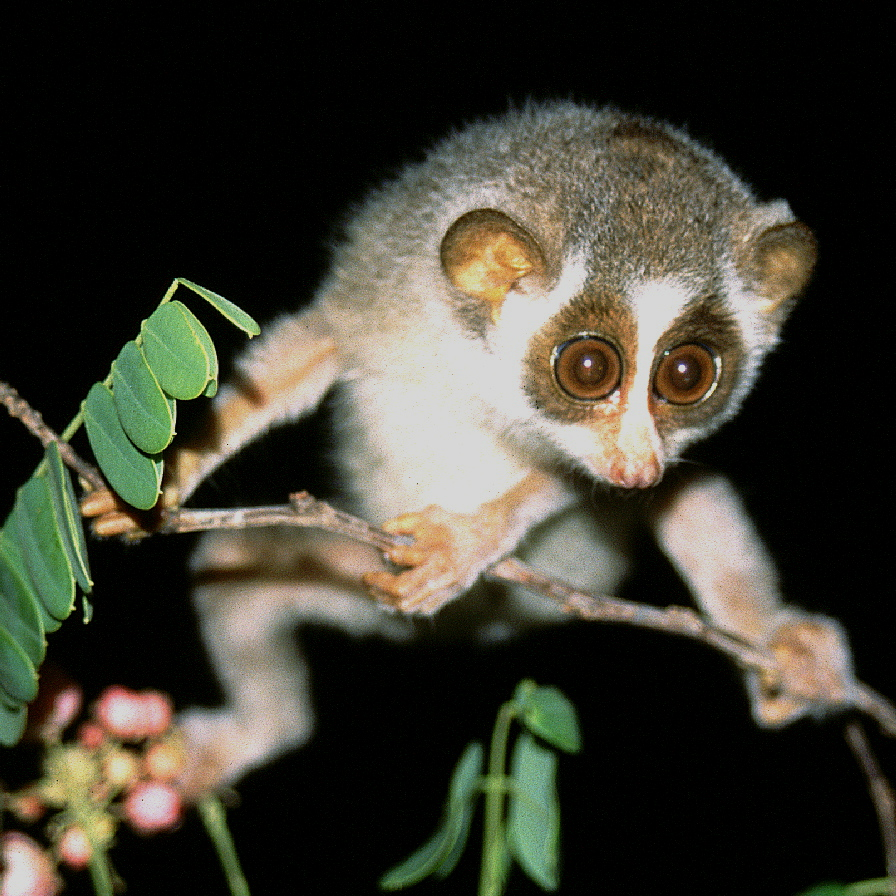
Nord-Ceylon-Schlanklori (L. lydekkerianus nordicus)

## Verbreitung, Unterarten und Lebensraum
Diese Primaten sind im östlichen und südlichen Indien (Bundesstaaten Andhra Pradesh, Karnataka, Kerala und Tamil Nadu) sowie im Norden und Osten der Insel Sri Lanka beheimatet – im Südwesten der Insel lebt der Rote Schlanklori. Ihr Lebensraum sind Wälder, wobei sie in verschiedenen Waldformen vorkommen können. Bevorzugt halten sie sich in Gebieten mit dichtem Unterholz auf.
Es gibt fünf Unterarten, zwei in Südindien und drei auf Sri Lanka:
- Die Nominatform, der Mysore-Schlanklori (L. lydekkerianus lydekkerianus) kommt in den laubabwerfenden Trockenwäldern der Ostghats vor. Die Tiere sind auf dem Rücken gelbbraun und am Bauch weißlich gefärbt. Oft ist ein dunkler Rückenstreifen vorhanden. Die Augenringe sind grau bis braun, die Ohren gelbbraun.[2]
- Der Malabar-Schlanklori (L. lydekkerianus malabaricus) lebt in den Regenwäldern der Westghats bis in Höhen von 1200 Metern. Er hat ein rotbraunes Fell ohne dunklen Rückenstreifen.[2]
- Der Nord-Ceylon-Schlanklori (L. lydekkerianus nordicus) kommt im trockenen Norden Sri Lankas in den Distrikten Anuradhapura, Polonnaruwa, Kurunegala, Puttalam, Vouniya, Trincomale und Matale vor. Das Fell der Tiere ist grau oder graubraun. Die dunklen Augenringe sind tropfenförmig, mit einer nach oben gezogenen Spitze. Auffällig ist der helle, mittige Gesichtsstreifen.[1]
- Der Hochland-Schlanklori (L. lydekkerianus grandis) lebt im Zentrum Sri Lankas in der immerfeuchten Klimazone Sri Lankas und Übergangszone zur trockenen Klimazone in den Distrikten Kandy und Matale. Das Fell der Tiere ist grau oder graubraun. Die dunklen Augenringe sind breit und birnenförmig, der weiße Rand um die Augenringe ist auffällig.[1]
- L. lydekkerianus uva kommt im Süden des Verbreitungsgebietes der Grauen Schlankloris, in der trockenen und Übergangszone zur immerfeuchten Klimazone vor. Sein Lebensraum liegt in den Distrikten Badulla, Monaragala, Ratnapura und Ampara. Das Fell der Tiere ist gelbbraun oder rötlichbraun. Die dunklen Augenringe sind relativ schmal und rundlich, der weiße Rand um die Augenringe ist auffällig.[1]

## Lebensweise und Ernährung
Graue Schlankloris sind wie alle Loris nachtaktiv, tagsüber schlafen sie im Geäst. In der Nacht begeben sie sich auf Nahrungssuche, dabei bewegen sie sich sehr bedächtig und leise fort. Ihre Bewegungen sind langsam, sie haben aber dank ihrer Hände einen festen, kaum zu lösenden Griff um die Äste.
Sie schlafen häufig gemeinsam mit bis zu sieben Artgenossen und verbringen auch einen Teil der nächtlichen Aktivitätsphase mit anderen Schlankloris. Sie sind territorial, das Revier eines Männchens überlappt mit dem mehrerer Weibchen.
Ihre Nahrung besteht vorwiegend aus Insekten, gelegentlich fressen sie auch kleine Wirbeltiere und pflanzliches Material wie Früchte. Bei der Jagd schleichen sie sich vorsichtig an die Beute heran, um dann blitzschnell mit beiden Händen zuzupacken.

## Fortpflanzung
Das Männchen pflanzt sich mit den Weibchen fort, deren Reviere mit seinem überlappen. Nach einer rund 170-tägigen Tragzeit bringt das Weibchen meist ein einzelnes Jungtier zur Welt. Nach sechs bis sieben Monaten wird das Junge entwöhnt und mit 10 Monaten geschlechtsreif.

## Gefährdung
In manchen Regionen sind Graue Schlankloris aufgrund der Zerstörung ihres Lebensraums selten geworden, hinzu kommt die Bejagung, auch aus abergläubischen Gründen. Insgesamt wird die Art von der Weltnaturschutzunion IUCN in der Roten Liste gefährdeter Arten als potenziell gefährdet (Near Threatened) gelistet.
In Deutschland wird die Unterart Nördlicher Grauer Schlanklori (Loris lydekkerianus nordicus) in 6 Zoos gehalten, u. a. im Frankfurter Zoo (Zuchtbuch) und in der ZOOM Erlebniswelt Gelsenkirchen. Ehemalige Halter der Art sind die Zoos in Berlin und Dresden.